# ITF Astana-2
Das ITF Astana-2 ist ein Tennisturnier der ITF Women’s World Tennis Tour, das in Astana ausgetragen wird.

## Siegerliste

### Einzel
| Jahr | Kategorie | Belag             | Siegerin              | Finalgegnerin      | Ergebnis      |
| ---- | --------- | ----------------- | --------------------- | ------------------ | ------------- |
| 2021 | W25       | Hartplatz         | Anastassija Tichonowa | Justina Mikulskytė | 2:6, 7:5, 6:1 |
| 2022 | W60       | Hartplatz (Halle) | Anschelika Issajewa   | Greet Minnen       | 6:4, Aufgabe  |
| 2022 | W25       | Hartplatz (Halle) | Anastassija Sacharowa | Marija Tkatschowa  | 6:3, 6:1      |
| 2022 | W25       | Hartplatz         | Marija Tkatschowa     | Moyuka Uchijima    | 7:62, 6:2     |
| 2023 | W40       | Hartplatz (Halle) | Polina Kudermetowa    | Darja Astachowa    | 6:2, 6:3      |
| 2023 | W60       | Hartplatz (Halle) | Jang Su-jeong         | Moyuka Uchijima    | 6:1, 6:4      |

### Doppel
| Jahr | Kategorie | Belag             | Siegerinnen                              | Finalgegnerinnen                  | Ergebnis          |
| ---- | --------- | ----------------- | ---------------------------------------- | --------------------------------- | ----------------- |
| 2021 | W25       | Hartplatz         | Mariam Bolkwadse Jekaterina Jaschina     | Wlada Kowal Anastassija Tichonowa | 7:67, 6:1         |
| 2022 | W60       | Hartplatz (Halle) | Jekaterina Makarowa Linda Nosková        | Anna Sisková Marija Timofejewa    | 6:2, 6:3          |
| 2022 | W25       | Hartplatz (Halle) | Kamilla Bartone Jekaterina Makarowa      | Anna Sisková Marija Timofejewa    | 1:6, 7:5, [10:8]  |
| 2022 | W25       | Hartplatz         | Momoko Kobori Ankita Raine               | Choe Ji-hee Han Na-lae            | 6:2, 3:6, [10:8]  |
| 2023 | W40       | Hartplatz (Halle) | Anna Danilina Iryna Schymanowitsch       | Han Na-lae Jang Su-jeong          | 6:4, 6:78, [10:7] |
| 2023 | W60       | Hartplatz (Halle) | Polina Kudermetowa Anastassija Tichonowa | Han Na-lae Jang Su-jeong          | 2:6, 6:3, [10:7]  |

## Quelle
- ITF Homepage